# Абдуллаев, Юсуп
Юсуп Абдуллаев (1927 — ?) — бригадир полеводческой бригады колхоза им. Маленкова Алты-Арыкского района Ферганской области, Герой Социалистического Труда (1957)

## Биография

### Трудовой подвиг
За выдающиеся успехи, достигнутые в деле развития советского хлопководства, широкое применение достижений науки и передового опыта в возделывании хлопчатника и получение высоких и устойчивых урожаев хлопка-сырца присвоить звание Героя Социалистического Труда с вручением ордена Ленина и золотой медали «Серп и Молот» Абдуллаеву Юсупу.